# 블랜타이어 (스코틀랜드)

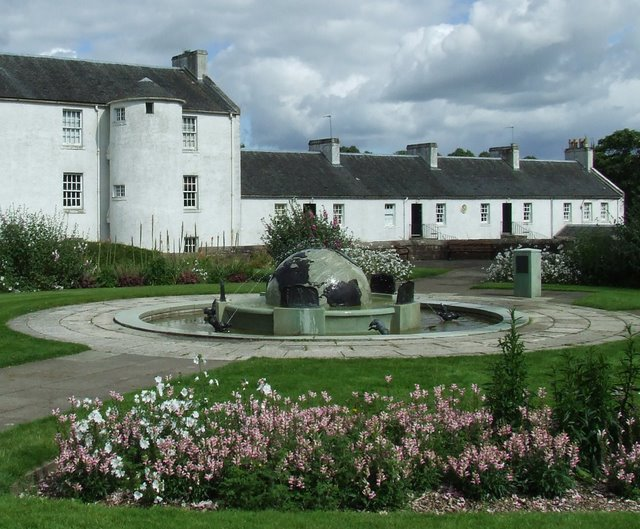
블랜타이어에 위치한 데이비드 리빙스턴 생가

블랜타이어(영어: Blantyre, 스코틀랜드 게일어: Baile an t-Saoir)는 스코틀랜드 사우스래너크셔의 도시로 인구는 17,505명(2001년 기준)이다. 글래스고에서 13km, 머더웰에서 8km 정도 떨어진 곳에 위치한다. 19세기 스코틀랜드의 선교사 겸 탐험가인 데이비드 리빙스턴이 태어난 곳이기도 하다.